# Allan Cruz
Allan Enzo Cruz Leal (ur. 24 lutego 1996 w Nicoyi) – kostarykański piłkarz występujący na pozycji środkowego pomocnika, reprezentant Kostaryki, od 2023 roku zawodnik Herediano.